# Ольдекоп, Юрий Артурович
Ю́рий Арту́рович Ольдеко́п (бел. Юрый Артуравіч Альдэкоп; 17 ноября 1918 — 31 декабря 1992) — советский белорусский химик-органик, доктор химических наук (1956), профессор (1959), член-корреспондент АН БССР (1969).

## Биография

### Основные вехи деятельности
Родился 17 ноября 1918 года в деревне Поляки (Варнавинский район Нижегородской области). Окончил Горьковский государственный университет в 1941 году, в 1942 году был курсантом Саранского пехотного училища, но по болезни был демобилизован. Начал работать осенью 1942 года в Горьковском государственном университете ассистентом кафедры органической химии, с 1949 года был доцентом. Работал под руководством Г. А. Разуваева и А. Д. Петрова, защитив в 1946 году кандидатскую диссертацию. В 1955 году защитил докторскую диссертацию в Институте органической химии имени Н. Д. Зелинского АН СССР по теме фотохимического распада металлоорганических соединений, с 1956 года работал в Минске главой лаборатории органической химии Института химии АН БССР (ныне лаборатория элементо-органических соединений Института физико-органической химии НАН Белоруссии). Преподавал в БГУ с 1956 года сначала как доцент, с 1959 по 1970 годы профессор кафедры.

### Научная работа
Ю. А. Ольдекоп вместе с Г. А. Разуваемым выполнил цикл работ по гомолитическому распаду металлоорганических соединений в растворах, в том числе и пионерские работы по фотохимическому распаду. Основу докторской диссертации Ольдекопа составили результаты исследований в этой сфере и выявленные закономерности поведения свободных радикалов различного строения, что внесло заметный вклад в развитие химии свободных радикалов в жидкой фазе. Также Ольдекоп является автором серии работ по синтезу металлоорганических и полигалогенноорганических соединений, элементоорганических пероксидов, изучению реакций их превращения и т.д., а также внёс большой вклад в химию органических соединений ртути (в частности, открыл и подробно изучил реакцию инициированного декарбоксилирования диацилатов ртути). Благодаря работам Ольдекопа в АН БССР сформировались три направления исследований: химия металлоорганических соединений, химия полихлорорганических соединений и химия органических и элементоорганических пероксидов.
Ольдекоп занимался органической химией переходных металлов: так, совместно с Н. А. Майером, В. Л. Широким и А. А. Эрдманом разработал оригинальные электрохимические пути синтеза металлоценовых и металокарборановых соединений железа, кобальта и никеля, выявив неизвестные ранее превращения металлокарборанов и получив соединения ранее не описанных типов. Совместно с В. А. Книжниковым разработал пути синтеза большого числа металлоценовых соединений ниобия и титана (в том числе эффективных катализаторов замещённых пиридинов), чья органическая химия ранее изучалась мало. В сфере полихлорорганических соединений совместно с Р.В. Кабердиным, В.И. Поткиным и Е.Е. Николаевой развил оригинальный путь синтеха этих соединений, основанный на гомолитической димеризации и дегидродимеризации низших полихлоралкенов и алканов. Разработал ряд оригинальных методов получения органических и элементоорганических пероксидов различных классов, а также нетрадиционных путей синтеза пероксидных соединений.

### Заслуги и память
Ю. А. Ольдекоп был членом Бюро Отделения химических и геологических наук АН БССР, членом редколлегии журнала «Весці Акадэміі навук БССР. Серыя хімічных навук», ряда научных советов Академии наук СССР и активно участвовал в работе руководящих органов ВХО им. Д. И. Менделеева и общества «Знание». Награждён орденом Дружбы народов в 1979 году и медалью «За доблестный труд. В ознаменование 100-летия со дня рождения В.И. Ленина».
Скончался 31 декабря 1992 года.

## Публикации
Ольдекоп является автором более 420 опубликованных научных работ, в том числе двух монографий.
- Ю. А. Ольдекоп, Н. А. Майер. Синтез этилртутных солей, Докл. АН СССР, 131:5 (1960), 1096–1097
- Ю. А. Ольдекоп, К. Л. Мойсейчук, А. Н. Севченко, И. П. Зятьков. 1,1’-Бис-ацилперокси-дициклогексил перекиси, Докл. АН СССР, 139:5 (1961), 1117–1120
- Ю. А. Ольдекоп, А. М. Калинина, С. А. Шкляр. Новый метод синтеза хлорангидридов и бромангидридов ароматических кислот, Докл. АН СССР, 139:6 (1961), 1383–1385
- Элементо-органическая химия. Новое в жизни, науке, технике. — Знание, 1971
- Введение в элементоорганическую химию. — Мн., 1973 (вместе с Н. А. Майером)
- Синтез металлоорганических соединений декарбоксилированием ацилатов металлов. — Мн., 1976 (вместе с Н. А. Майером)